# Calke Abbey

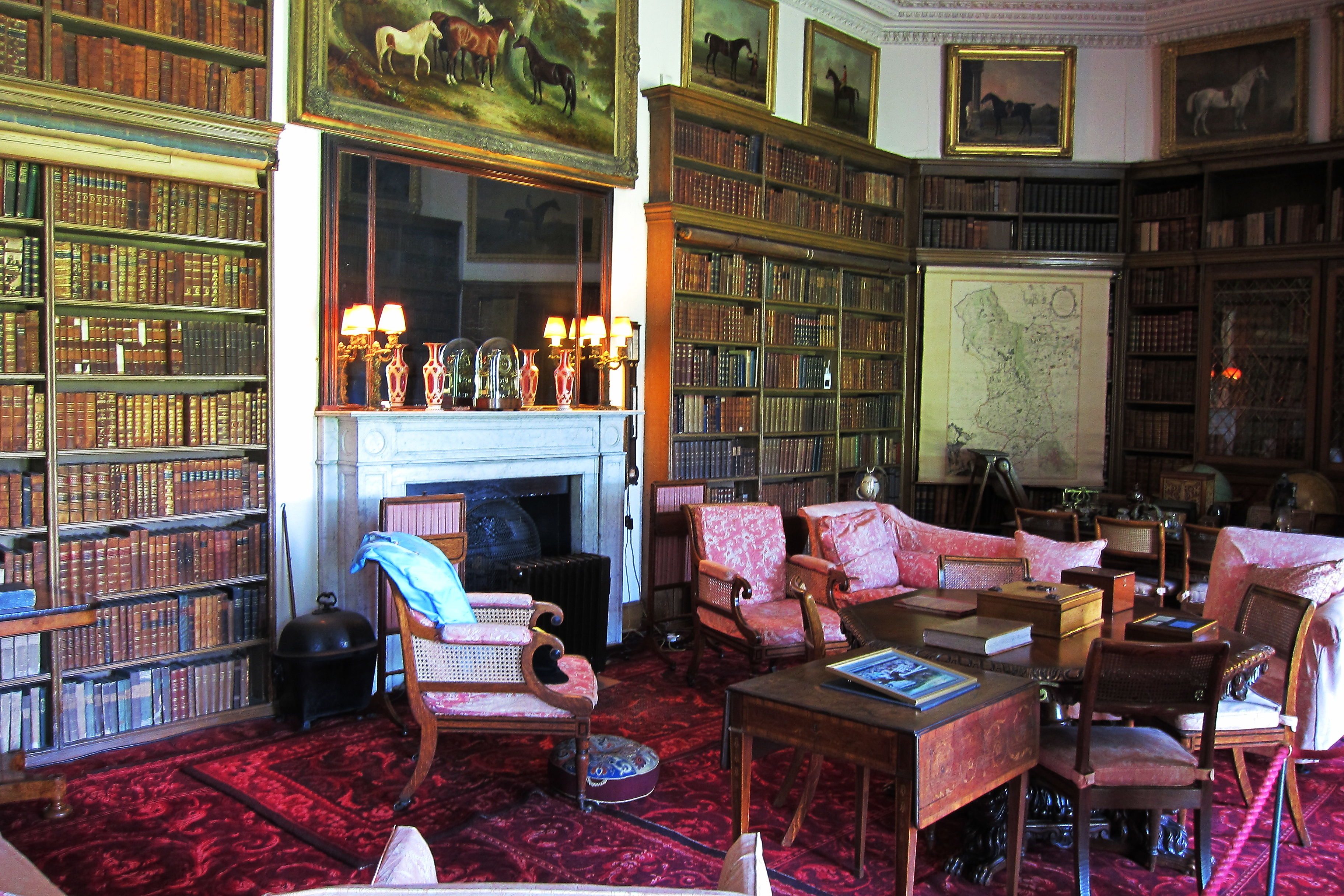
Il soggiorno di Calke Abbey

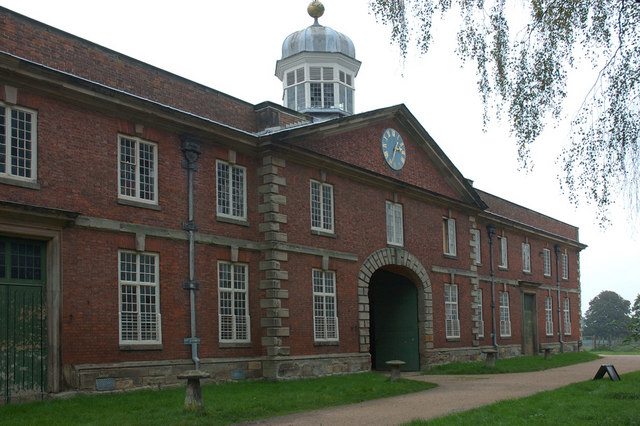
Le scuderie di Calke Abbey

Calke Abbey è una storica residenza in stile barocco e neoclassico del villaggio inglese di Calke (dintorni di Ticknall), nel Derbyshire), costruita tra il 1701 e il 1703 nel luogo in cui sorgeva un priorato agostiniano dell'XI secolo  (da cui il nome, che significa letteralmente "abbazia di Calke"). Fu per oltre 200 anni la dimora di campagna della famiglia Harpur-Crewe. .
Il complesso è classificato come palazzo di primo grado (dal 1952) ed è gestito dal National Trust
. Il parco che circonda il palazzo è stato dichiarato riserva naturale.

## Descrizione
La residenza sorge in una conca isolata, circondata dalle colline del Derbyshire.
Negli interni, si trovano dei memoriali che ricordano i membri della famiglia Harpur-Crewe. Tra i punti d'interesse del palazzo, figurano i tunnel che conducevano alle cantine e un letto del 1714.
Nel parco che circonda il palazzo, si trovano un giardino del 1773, un'aranceria del XVIII secolo, serre del XIX secolo, una ghiacciaia. Vi si trova anche una cappella privata, dedicata a San Gile.
|  |

## Storia
Dopo la demolizione del priorato agostiniano, la tenuta su cui sorge la residenza divenne di proprietà della famiglia Harpur-Crewe nel 1622.
La costruzione della residenza iniziò nel 1701 per volere di Sir John Harpur e terminò due anni dopo.
La famiglia Harpur-Crewe visse a Calke Abbey in mondo molto isolato. (basti pensare che i telefoni furono introdotti soltanto nel 1928 e la corrente elettrica addirittura nel 1962). Questa "tradizione" di isolamento dal mondo esterno iniziò con Sir Henry Harpur-Crewe, che ereditò la residenza nel 1789.
Nel 1989, la residenza fu ceduta da Sir Henry Harpur-Crewe al National Trust ed aperta al pubblico.